# Realschule am Judenstein
Die Realschule am Judenstein (RsaJ) ist eine Regensburger Realschule, die durch schulumfassende Projekte und soziales Engagement rund um die Schule mehrere Preise und Würdigungen auch von staatlicher Seite erfahren durfte. Ihren Namen bezieht die Schule aus einer gleich lautenden Straßenbezeichnung, die seit dem 17. Jahrhundert überliefert ist. Die amtliche Bezeichnung lautet Staatliche Realschule Regensburg I.

## Vorgeschichte
Die Schule befindet sich teilweise in den Gebäuden der städtischen Kreuzschule, die 1870 für katholische Knaben und Mädchen errichtet wurde. Im Jahr 1909 wurde die Kreuzschule durch einen Nordflügel erweitert, wobei ein Wohnhaus abgerissen werden musste, das dem Künstler Albrecht Altdorfer gehörte.
Die Realschule nahm im Schuljahr 1955/56 im Gebäude der Kreuzschule mit drei Klassen den Unterrichtsbetrieb auf. Die Stadtbevölkerung sprach dann ab 1955 inoffiziell von der „Mittelschule am Judenstein“, ab 1965 von der „Realschule am Judenstein“.

Aufgrund des großen Zuspruchs musste die Schule bereits im Jahr 1963 geteilt werden: Die zweite staatliche Realschule in Regensburg – die Albert-Schweitzer-Realschule – kam hinzu. Die Schule musste über viele Jahre ihren Betrieb auf mehrere Gebäude verteilen. Erst im Jahr 1982 wurde der bis dahin offizielle Name „Staatliche Realschule Regensburg I“ auch von Amts wegen durch „Realschule am Judenstein“ ersetzt.

## Herkunft des Schulnamens

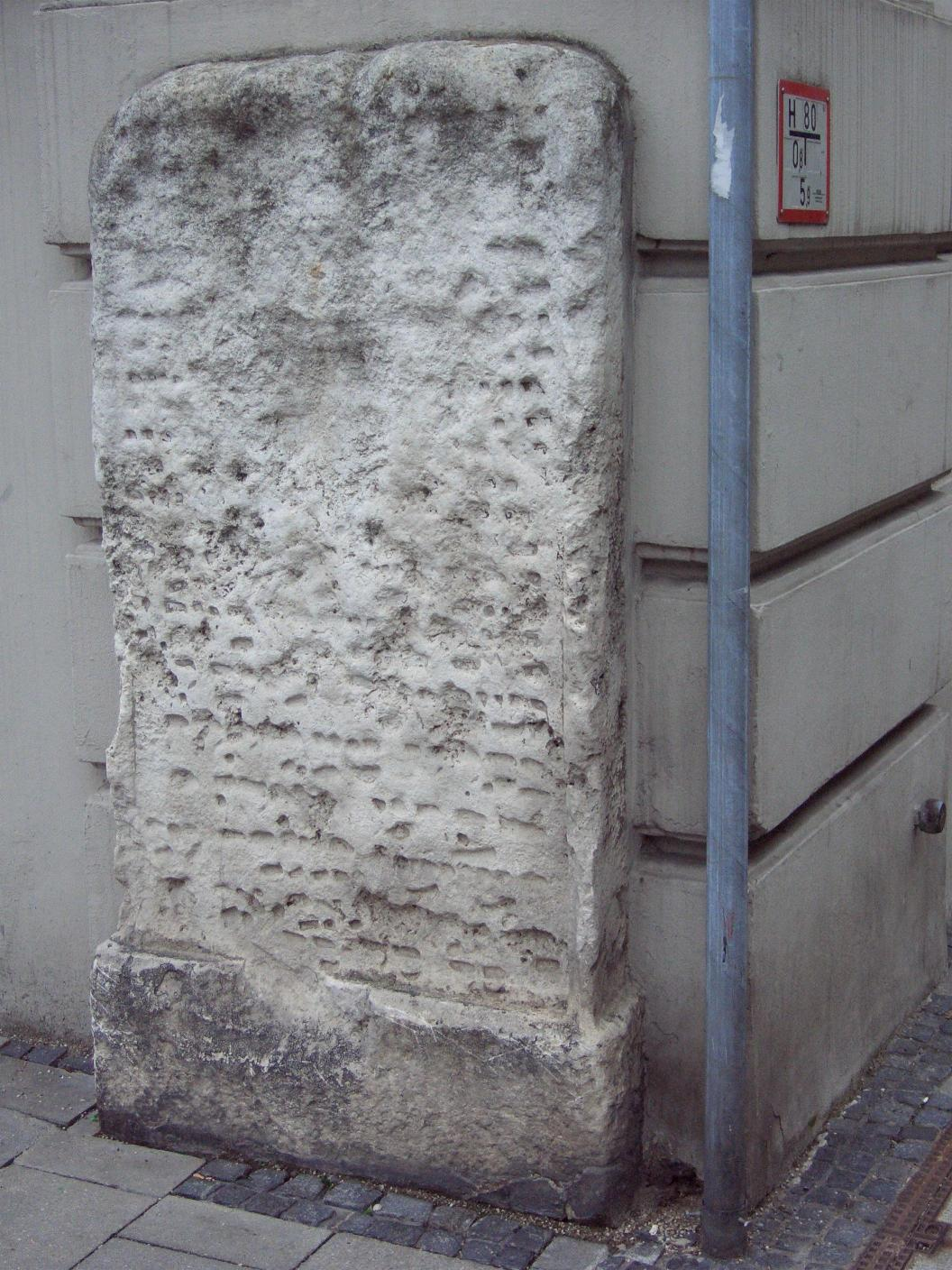
Jüdischer Grabstein aus der Plünderung des Friedhofs von 1519

Als die jüdische Gemeinde Regensburgs im Jahr 1519 gewaltsam vertrieben wurde, zerstörten und plünderten Christen neben dem jüdischen Viertel und der Synagoge auch den damaligen jüdischen Friedhof. Die darauf befindlichen über viertausend Grabsteine – so genannte Judensteine – wurden geraubt und zum Teil als Trophäen verwendet. Heute sind noch ca. 60 dieser „Judensteine“ erhalten.
Seit Anfang des 17. Jahrhunderts ist der noch heutzutage gültige Straßenname „Am Judenstein“ belegt. Der Name geht auf einen in Erde eingelassenen übergroßen Grabstein zurück, der um 1928 beim Bau der naheliegenden Herz-Jesu-Kirche entfernt wurde.

Bei dem derzeit an der Außenmauer der „Realschule Am Judenstein“ angebrachten Stein handelt es sich jedoch um einen kleineren, dessen Inschrift mit Mörtel überschmiert bzw. mit pseudohebräischen Zeichen verunstaltet wurde.

## Gegenwart
Im Schuljahr 1981/82 gelang es erstmals, nach einer teilweisen Sanierung und eines teilweisen Neubaus des Stammgebäudes alle Klassen unter einem Dach zusammenzufassen. Im Jahr 1982 wurde der Schule in Anwesenheit des damaligen israelischen Botschafters der offizielle Name „Realschule am Judenstein“ verliehen. Im Schuljahr 1995/96 erfolgte eine weitere Sanierung, nämlich die des bei der ersten Sanierung ausgesparten Gebäudeteils. Diese führte zu einer guten technischen Ausstattung der Klassenzimmer.
Das Bayerische Staatsministerium für Unterricht und Kultus erhob die Realschule am Judenstein im Jahr 1996 zur Seminarschule für die Ausbildung von Realschullehrern. In den Jahren 1997 bis 2004 wurde in Zusammenarbeit mit dem Lehrstuhl für Schulpädagogik der Universität Regensburg und dem Pädagogischen Institut der Stadt Nürnberg eine Schulentwicklung zur systematischen Verbesserung der Schulqualität durchgeführt. Im Jahr 2000 wurde die Realschule am Judenstein sechsstufig.
Die Schule wird vom bayerischen Kultusministerium geleitet, die Schulleitung vor Ort setzt sich aus Michael Kessner, Erich Bauer und Jürgen Moßburger zusammen.

## Schullogo
In den 1990er Jahren wurde ein erstes Logo von Franz Huber, einem an der Schule tätigen Kunstlehrer, erstellt. 2024 wurde es durch eine überarbeitete Version ersetzt.

## Verein „Kinder für Kinder an der RsaJ e. V.“
Der Verein „KfK e. V.“ wurde im Jahr 2002 gegründet, ist Träger für den Pausenverkauf durch Schüler und bezweckt die Förderung
- von Schülerinnen und Schülern, die aus sozialschwachen Familien stammen
- der Schule bei der Anschaffung von Unterrichtsmaterialien
- der Bildungsarbeit der Schule im Blick auf die „Eine-Welt“-Problematik
- von Selbsthilfeprojekten in der „Dritten Welt“.[8]

## Verein „Freunde und Förderer der Realschule am Judenstein e. V.“
Im Jahr 1995 gründeten ehemalige Schüler, Eltern und Lehrkräfte sowie Freunde und Förderer der Schule einen Förderverein, um
- Bildung und Erziehung zu fördern
- ideelle und finanzielle Leistungen zum Besten von Schule und Schülern zu erbringen
- die Belange der Schule in der Öffentlichkeit zu vertreten und um
- die Verbindung mit den ehemaligen Schülern und Lehrern aufrechtzuerhalten.[9]

## Veranstaltungen und Projekte
- Schüleraustausch nach Tempe, Arizona bis 2009 führte die Realschule am Judenstein fast 20 Jahre lang alle zwei Jahre einen Schüleraustausch mit ihrer Partnerschule, der Mount Point Highschool, durch und förderte so das deutsch-amerikanische Verhältnis und auch die Englisch-Kenntnisse der Schüler.
- Buchprojekt „Zum Glück hatte ich meine Flügel dabei“ (2004) – 2004 entwickelte die Schule mit Hilfe aller Schüler und der Regensburger Buchhandlung Ulrich Dombrowsky ein eigenes Buch mit Gedichten, Geschichten, Erzählungen und Bildern zum Thema „Lebenswege“. Für dieses Schulprojekt erhielt die Schule auch überregionale Würdigungen und den Aumüller-Preis.
- 50-Jahr-Feier (2005) – Im Rahmen des 50-jährigen Jubiläums der Schule organisierten Lehrer, Schüler und Freunde der Schule ein großes Fest auf dem Schulgelände. Es gab ein großes Aufgebot an Vorstellungen, wie z. B. eine Theateraufführung und zwei Modeshows.
- Projekt „Für ein Besseres Miteinander“ (2007) – Die RSaJ hat sich im Schuljahr 2006/2007 für das Projektthema „Gegen Rechte Gewalt“ ausgesprochen. Die Schüler der 10. Klassen bereiteten im Deutschunterricht eine Podiumsdiskussion vor. Die Veranstaltung mit Vertretern aus den Bereichen Politik, Gesellschaft, Alltag, Medien und Sport war für die Schüler eine große Herausforderung. Die von ihnen vorbereiteten Theaterstücke und Filme zeigten Alltagssituationen, die mit dem Thema „Rechts“ zu tun haben. Für die musikalische Untermalung sorgten die Schulband und die Bongogruppe.
- 60-Jahr-Feier (2015) – 2015 veranstalteten das Direktorat und die Schülervertretung (SMV) eine Feier, an der unter anderem Oberbürgermeister Joachim Wolbergs teilnahm. Am Tag darauf organisierte die komplette Schulgemeinschaft außerdem einen Tag der offenen Tür mit Essen aus 60 Nationen – eben so viele wie an dieser Schule vertreten sind, musikalischen Beiträger der Lehrer- und Schülerband sowie verschiedenen Aktivitäten aller Klassen.

## Auszeichnungen
- 1998/1999 – 2. Platz des Preises für besondere Leistungen im Bereich der außerunterrichtlichen Aktivitäten im Regierungsbezirk Oberpfalz des Bayerischen Staatsministerium für Unterricht und Kultus
- 2001 – 1. Platz des I.S.I. Preises (Innere Schulentwicklung Innovation) des Bildungspaktes Bayern für alle bayerischen Schulen
- 2003/2004 – 1. Platz des Aumüller-Preises für das Projekt „Bucherstellung durch Schüler und externe Kompetenzpartner“ der Stadt Regensburg
- 2005 – Ehrenpreis des Bürgerkulturpreises zum Thema „Bürgerschaftliches Engagement und Schule“